# 韋昌輝
韋 昌輝（い しょうき、Wéi Chānghuī、1823年または1826年 - 1856年11月2日）は、太平天国の指導者の一人。天王洪秀全から北王に封ぜられ、六千歳と称した。チワン族出身。

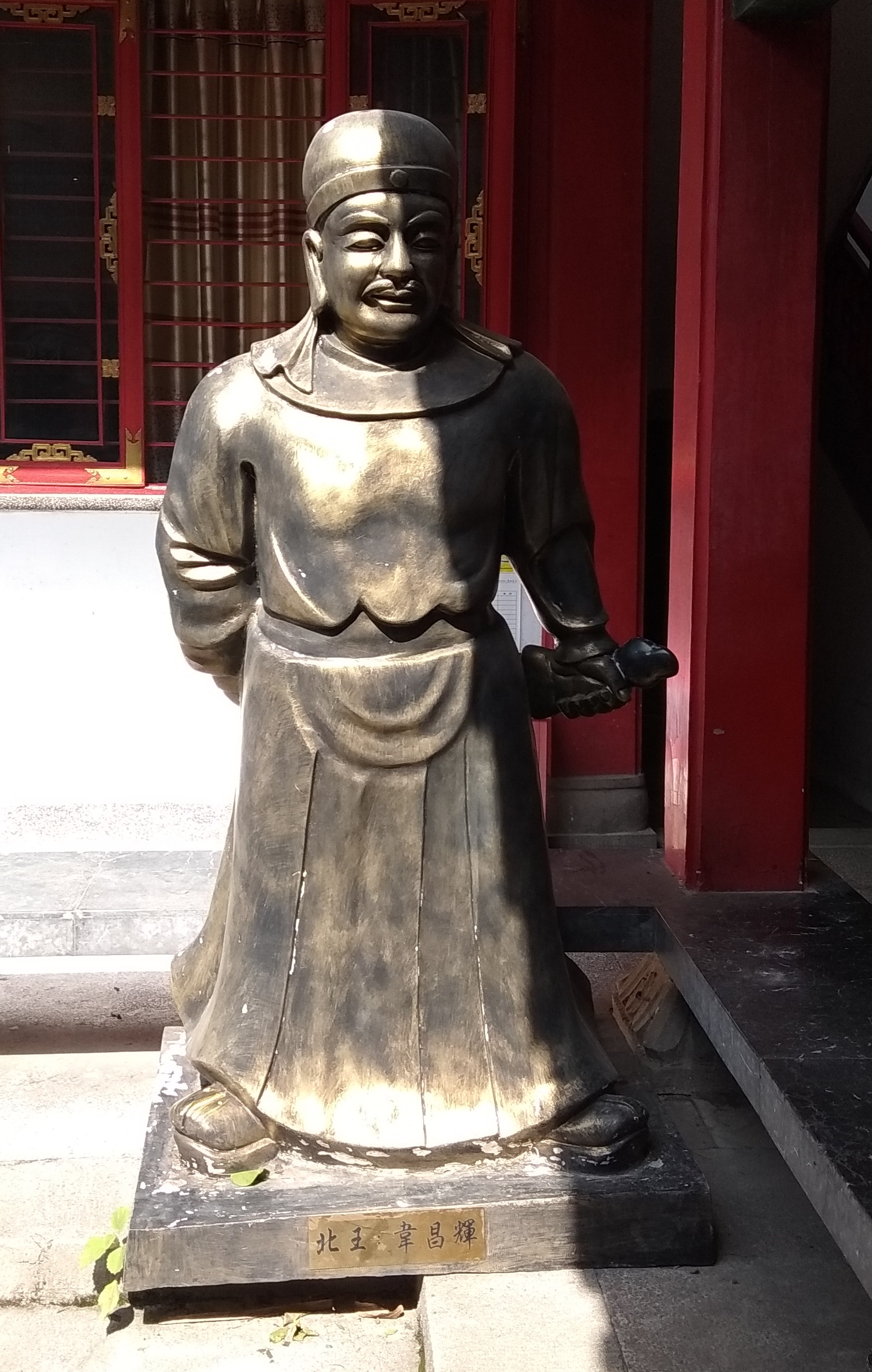
韋昌輝の銅像

広西省潯州府桂平県出身。富農の家庭に生まれ、科挙を何度も受験するが失敗に終わった。1848年、洪秀全の開いた拝上帝会に入会し、多額の寄進を行った。1851年、拝上帝会が金田蜂起を行うと、右軍主将・北王に封ぜられた。1853年、南京を攻略して天京と改称すると韋昌輝はその防備に当たった。しかしその翌年ごろより太平天国の実権を握った東王楊秀清と不和になった。
1856年、天王洪秀全の密勅を受けて燕王秦日綱と結んで、東王府を襲撃して楊秀清とその一党を殺害した。その数は2万人といわれる。翼王石達開が天京に戻り、死者の多さを非難したため、韋昌輝と石達開は対立することとなった。石達開は天京を脱出したが、韋昌輝は石達開の一族を殺害した。石達開が安慶で韋昌輝討伐の兵をあげると、太平天国軍の大半が石達開を支持したため、天王府の兵と東王府の余党により韋昌輝は殺害され、爵位を剥奪された。この事件を天京事変という。